# Philopapposhügel

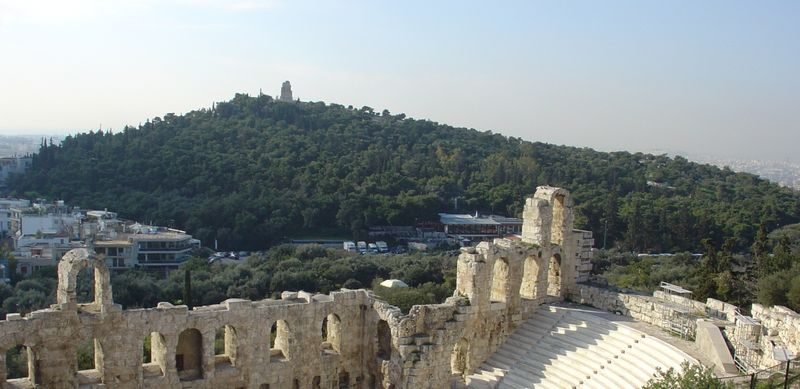
Der Philopapposhügel von der Akropolis aus gesehen

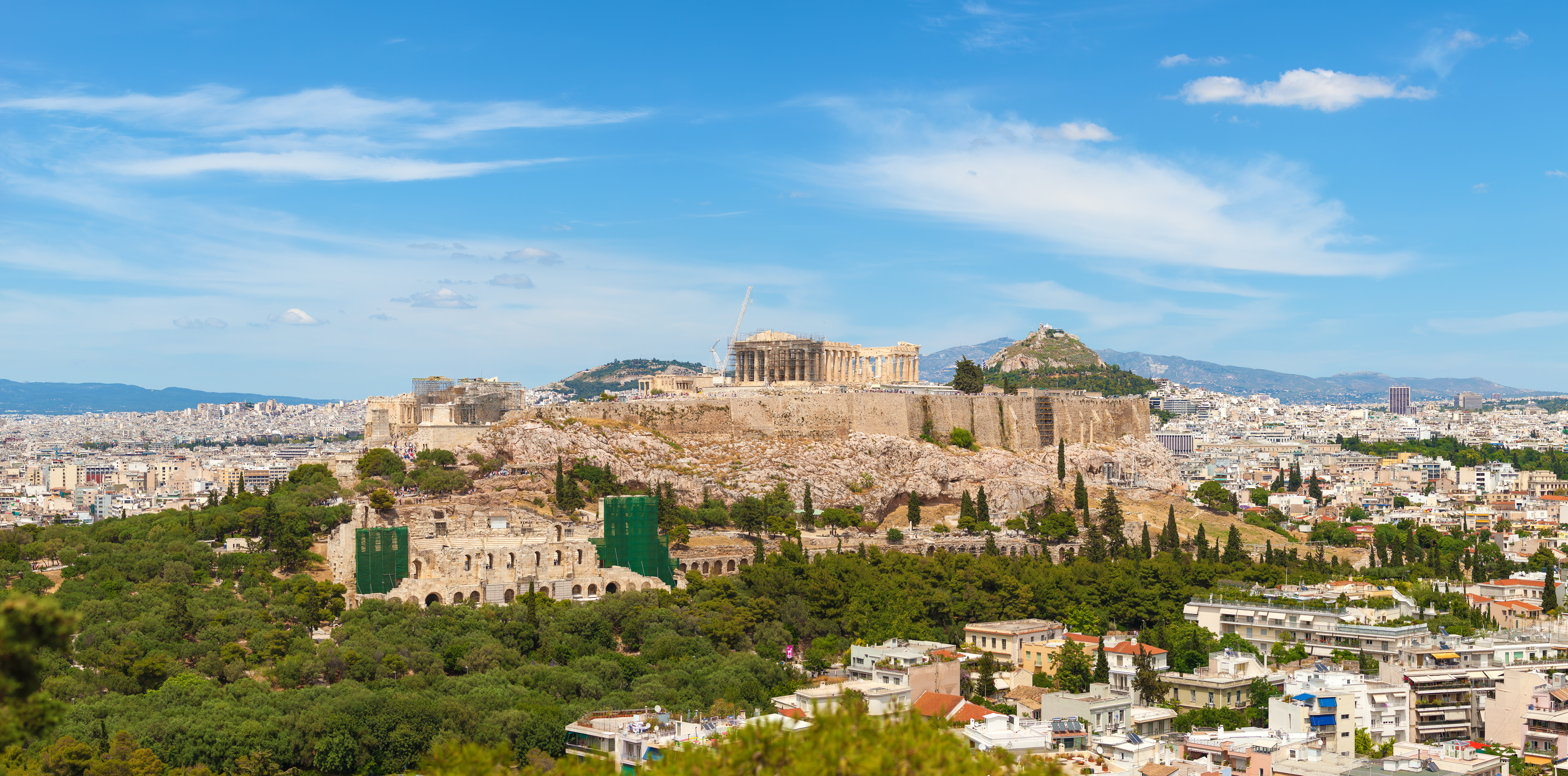
Ausblick vom Philopapposhügel (in Richtung Akropolis)

Der Philopapposhügel (griechisch λόφος του Φιλοπάππου, auch Musenhügel) ist mit 147,4 m über Meer die höchste Erhebung im südlichen Teil Athens. Er liegt südwestlich der Akropolis und bildet mit der Pnyx und dem Nymphenhügel eine Hügelkette. In der Antike war er nach den Musen Musenhügel oder Museion genannt.

## Geschichte
Im Jahr 294 v. Chr., während der Diadochenkriege, errichtete der makedonische Herrscher Demetrios I. Poliorketes auf dem Hügel eine Festung mit Blick auf die strategisch wichtige Straße nach Piräus.
Im Jahr 1687 beschoss Francesco Morosini von diesem Standpunkt aus die Akropolis.

## Denkmal
Der Hügel ist nach dem Philopapposmonument auf seinem Gipfel benannt. Dieses 12 m hohe Denkmal errichteten die Athener 114–119 n. Chr. für den syrischen Prinzen Gaius Iulius Antiochus Philopappos, weil er sich während seiner Amtszeit als römischer Konsul als Wohltäter Athens gezeigt hatte.